# Rolnicze abc
Rolnicze abc – czasopismo o tematyce rolniczej. Specjalizuje się w tematyce uprawy roślin, chowu i hodowli zwierząt.
Do roku 2006 było poradnikiem ośrodków doradztwa rolniczego (w Minikowie, Olsztynie, Szepierowie, Płońsku, Starym Polu) i Uniwersytetu Warmińsko-Mazurskiego w Olsztynie.
Od 2007 miesięcznik przygotowuje Grupa WM Sp. z o.o. (dawniej „Edytor” Sp. z o.o.) wydawca „Gazety Olsztyńskiej”, „Dziennika Elbląskiego”. W początkowej fazie ukazywał się jako dodatek do Gazety Olsztyńskiej, aktualnie dostępny jest na terenie całej Polski jako samodzielna gazeta.